# Alyssa Thomas
Pour les articles homonymes, voir Thomas.
Alyssa Thomas, née le 12 avril 1992 à Harrisburg en Pennsylvanie, est une joueuse américaine de basket-ball qui joue au poste d'ailière. 

## Biographie

### Carrière universitaire
Elle termine sa carrière à l'université du Maryland comme meilleure marqueuse et rebondeuse de l'histoire de l'université. Elle remporte aussi trois fois consécutivement le prix de la meilleure joueuse de l'année de l'ACC entre 2012 et 2014.

#### Freshman
Lors de sa première saison en 2011, Thomas est nommée rookie de l'année de l'ACC et elle est selectionnée dans la deuxième équipe All-ACC. Elle finit la saison avec des moyennes de 14,5 points, 7,3 rebonds et 2,1 interceptions par match. Avec les Terrapins de l'université du Maryland, elle perd en quarts de finale contre les Blue Devils de l'université Duke.

### Carrière professionnelle

#### Sélection et première saison WBNA (2014)
Alyssa Thomas est draftée par le Liberty de New York en 4e choix de la draft 2014 et elle est immédiatement transférée le soir de la draft au Sun du Connecticut avec Kelsey Bone et un premier tour de draft 2015 contre Tina Charles. Lors de sa saison rookie elle enregistre des moyennes de 10,1 points, 5,1 rebonds et 1,5 passe en 27 minutes et elle est nommée dans l'equipe All-Rookie Team de la saison WNBA 2014.
Après la saison WNBA 2014, Thomas joue pour le club sud-coréen de Hanabank. En mai 2015, elle est engagée avec Tiffany Hayes par le club turc de l’université du Proche-Orient.
Après la saison WNBA 2016, elle rejoint le club sud-coréen de Samsung Life Blue pour la seconde saison consécutive.

#### Sélection au All-Star Game et premiers playoffs (2017)
En 2017, le Sun accède aux play-offs (21 victoires-13 défaites) pour la première fois depuis la saison WNBA 2012. Alyssa Thomas réussit ses meilleures performances en carrière avec 14,8 points, 6,8 rebonds et 4,5 passes décisives et obtient une première sélection pour le WNBA All-Star Game. Thomas est selectionnée pour la première fois dans l'équipe All-Defensive Second Team.
Pour la saison 2017-2018, elle joue en Corée du Sud avec Samsung Life Blue Minx.
En février 2018, Thomas signe un nouveau contact avec le Sun. Le Sun effectue un bon début de saison 2018 (3 victoires de rang) auquel elle contribue activement (10,0 rebonds de moyenne, meilleur total de la conférence Est en 32 minutes, sixième meilleure marqueuse avec 16,3 points par rencontre et avec 62 % de réussite soit la troisième meilleure adresse, sixième meilleure passeuse avec 4,3 unités), ce qui lui vaut d'être élue meilleure joueuse de la première semaine du championnat, récompense qu'elle obtient pour la troisième fois de sa carrière.
Après deux saisons en Corée (15,3 points et 10,3 rebonds en 2017-2018), elle s'engage pour 2018-2019 avec le club tchèque de l'USK Prague.

#### Une saison historique (2022)
Alyssa Thomas est la première joueuse de l'histoire à realiser un triple-double dans un match des finales WNBA (16 points, 15 rebonds et 11 passes), permettant au Sun de prolonger la serie jusqu'à la quatrième manche. Lors du 4e match, le Sun perd les finales WNBA (3-1) contre les Aces de Las Vegas mais Thomas enregistre un nouveau triple-double (11 points, 10 rebonds et 11 passes), faisant d'elle la première joueuse à enregistrer deux triples doubles consécutifs (saison régulière et playoffs).
À la fin de la saison 2022, Thomas est la seule joueuse de l'histoire à enregistrer quatre triple-doubles en une seule saison de la WNBA. Le 7 août 2025, avec le Mercury de Phoenix elle réussit son troisième double double d'affilée, le Modèle:19é de sa carrière, exercice dans lequel elle domine la ligue.

## Vie personnelle et personnalité
Thomas est la sœur aînée de l'ancien joueur de Wake Forest, Devin Thomas. En février 2021, elle a annoncé avoir une relation amoureuse avec sa coéquipière du Sun de Connecticut, DeWanna Bonner ; elles se sont fiancées en juillet 2023.

### Style de jeu
Thomas a une déchirure du labrum à chaque épaule. Michael Rosenberg décrit son style de tir à une main dans Sports Illustrated : « un mouvement de tir qui ressemble à celui d'un serveur portant un plateau, puis le jetant en l'air et s'arrêtant ». Elle est gauchère et a appris l'ambidextrie en grandissant. Lors du deuxième match des demi-finales 2021 contre les Aces de Las Vegas, Thomas s'est luxé l'épaule droite. Elle est revenue jouer lors du troisième match, marquant 23 points et 12 rebonds.

## Statistiques

### États-Unis

#### Université
| Gras/Meilleures performances | [ 16 ] |

| Saison                    | Équipe                    | MJ  | M5  | Min   | %T   | %3   | %LF  | Rb    | PD  | Int | Ctr | BP  | F   | Pts   |
| ------------------------- | ------------------------- | --- | --- | ----- | ---- | ---- | ---- | ----- | --- | --- | --- | --- | --- | ----- |
| 2010-2011                 | Terrapins du Maryland     | 31  | 31  | 27,1  | 48,0 | -    | 73,0 | 7,3   | 1,6 | 2,1 | 0,2 | 2,6 | 2,4 | 14,5  |
| 2011-2012                 | Terrapins du Maryland     | 35  | 35  | 31,9  | 46,2 | 25,9 | 80,0 | 8,0   | 3,2 | 1,6 | 0,4 | 2,4 | 2,1 | 17,2  |
| 2012-2013                 | Terrapins du Maryland     | 34  | 34  | 34,2  | 45,2 | 42,9 | 76,5 | 10,3  | 5,3 | 1,8 | 0,8 | 4,0 | 2,4 | 18,8  |
| 2012-2013                 | Terrapins du Maryland     | 35  | 34  | 30,9  | 51,3 | 24,0 | 79,7 | 10,9  | 4,1 | 1,5 | 0,4 | 2,5 | 2,2 | 19,0  |
| Total : moyenne par match | Total : moyenne par match |     |     | 31,1  | 47,6 | 26,8 | 77,4 | 9,1   | 3,6 | 1,8 | 0,4 | 2,9 | 2,3 | 17,5  |
| Totaux                    | Totaux                    | 135 | 134 | 4 202 | 890  | 19   | 557  | 1 235 | 488 | 238 | 58  | 392 | 307 | 2 356 |

#### WNBA
Saisons régulières
| Leader de la ligue | Gras/Meilleures performances | [ 17 ] |

| Saison        | Équipe             | MJ  | M5  | Min  | %T   | %3   | %LF  | Rb  | PD  | Int | Ctr | BP  | F   | Pts  |
| ------------- | ------------------ | --- | --- | ---- | ---- | ---- | ---- | --- | --- | --- | --- | --- | --- | ---- |
| 2014          | Sun du Connecticut | 34  | 28  | 27,3 | 43,6 | 33,3 | 75,7 | 5,1 | 1,5 | 1,0 | 0,2 | 1,7 | 2,1 | 10,1 |
| 2015          | Sun du Connecticut | 24  | 23  | 26,0 | 41,1 | -    | 69,2 | 5,3 | 1,4 | 1,2 | 0,2 | 1,8 | 2,7 | 8,8  |
| 2016          | Sun du Connecticut | 31  | 31  | 27,1 | 48,7 | -    | 63,4 | 6,0 | 2,3 | 1,4 | 0,2 | 2,4 | 2,6 | 11,1 |
| 2017          | Sun du Connecticut | 33  | 33  | 29,8 | 50,9 | 0,0  | 56,7 | 6,8 | 4,5 | 1,6 | 0,4 | 3,0 | 3,2 | 14,8 |
| 2018          | Sun du Connecticut | 24  | 24  | 30,6 | 46,4 | 0,0  | 54,7 | 8,1 | 4,3 | 1,2 | 0,4 | 2,0 | 2,9 | 10,3 |
| 2019          | Sun du Connecticut | 34  | 34  | 30,2 | 50,5 | 0,0  | 49,6 | 7,8 | 3,1 | 1,9 | 0,4 | 2,0 | 2,8 | 11,6 |
| 2020          | Sun du Connecticut | 21  | 21  | 32,8 | 50,0 | 0,0  | 68,6 | 9,0 | 4,8 | 2,0 | 0,3 | 2,5 | 2,8 | 15,5 |
| 2021          | Sun du Connecticut | 3   | 0   | 12,3 | 26,7 | -    | 75,0 | 3,3 | 1,3 | 0,3 | 0,0 | 1,0 | 2,0 | 3,7  |
| 2022          | Sun du Connecticut | 36  | 36  | 32,1 | 50,0 | 0,0  | 73,0 | 8,2 | 6,1 | 1,7 | 0,2 | 2,9 | 2,8 | 13,4 |
| 2023          | Sun du Connecticut | 40  | 40  | 36,2 | 47,4 | 0,0  | 71,5 | 9,9 | 7,9 | 1,8 | 0,3 | 3,4 | 2,7 | 12,4 |
| Total         | Total              | 280 | 270 | 30,2 | 48,0 | 6,3  | 64,8 | 7,4 | 4,1 | 1,5 | 0,3 | 2,4 | 2,7 | 12,4 |
| All-Star Game | All-Star Game      | 4   | 1   | 13,9 | 90,0 | -    | -    | 3,8 | 2,0 | 0,5 | 0,0 | 0,8 | 0,3 | 4,5  |

Playoffs
| Gras/Meilleures performances | [ 17 ] |

| Saison | Équipe             | MJ | M5 | Min  | %T   | %3  | %LF  | Rb   | PD   | Int | Ctr | BP  | F   | Pts  |
| ------ | ------------------ | -- | -- | ---- | ---- | --- | ---- | ---- | ---- | --- | --- | --- | --- | ---- |
| 2017   | Sun du Connecticut | 1  | 1  | 32,0 | 66,7 | -   | 66,7 | 10,0 | 1,0  | 2,0 | 0,0 | 6,0 | 4,0 | 20,0 |
| 2018   | Sun du Connecticut | 1  | 1  | 35,0 | 53,8 | -   | 100  | 3,0  | 3,0  | 0,0 | 0,0 | 1,0 | 3,0 | 17,0 |
| 2019   | Sun du Connecticut | 8  | 8  | 37,0 | 53,2 | -   | 77,8 | 9,3  | 6,6  | 2,4 | 0,1 | 2,1 | 4,0 | 16,0 |
| 2020   | Sun du Connecticut | 7  | 7  | 32,4 | 51,5 | -   | 76,7 | 8,1  | 4,0  | 1,7 | 0,4 | 2,1 | 3,1 | 17,9 |
| 2021   | Sun du Connecticut | 4  | 0  | 23,3 | 40,8 | 0,0 | 63,6 | 6,0  | 3,8  | 1,5 | 0,5 | 1,3 | 2,3 | 11,8 |
| 2022   | Sun du Connecticut | 12 | 12 | 33,5 | 47,4 | 0,0 | 57,6 | 9,5  | 6,3  | 1,5 | 0,7 | 2,5 | 2,4 | 12,3 |
| 2023   | Sun du Connecticut | 7  | 7  | 38,9 | 50,0 | 0,0 | 63,0 | 8,0  | 10,3 | 1,7 | 0,3 | 2,7 | 2,7 | 18,1 |
| Total  | Total              | 40 | 36 | 33,9 | 49,8 | 0,0 | 69,2 | 8,5  | 6,2  | 1,7 | 0,4 | 2,3 | 3,0 | 15,3 |

### Europe

#### Euroligue
| Gras/Meilleures performances |

| Saison    | Équipe | Matchs | Titul. | Min./m | % Tir | % 3pts | % LF | Rbds/m. | Pass/m. | Int/m. | Ctr/m. | Pts/m. |
| --------- | ------ | ------ | ------ | ------ | ----- | ------ | ---- | ------- | ------- | ------ | ------ | ------ |
| 2018-2019 | Prague | 18     | -      | 35,1   | 49,6  | 0,0    | 55,9 | 10,4    | 4,5     | 2,8    | 0,2    | 16,9   |
| 2019-2020 | Prague | 14     | -      | 31,6   | 54,9  | 0,0    | 56,7 | 11,4    | 4,2     | 3,1    | 0,3    | 18,3   |
| 2020-2021 | Prague | 3      | -      | 38,3   | 43,1  | -      | 81,8 | 13,7    | 8,0     | 1,3    | 0,0    | 15,7   |
| 2021-2022 | Prague | 16     | -      | 33,2   | 45,8  | 0,0    | 67,1 | 9,7     | 5,9     | 2,1    | 0,1    | 13,8   |
| Total     | Total  | 51     | -      | 33,7   | 49,5  | 0,0    | 60,3 | 10,7    | 5,1     | 2,6    | 0,2    | 16,2   |

Dernière mise à jour effectuée après la saison 2023.

## Palmarès, distinctions et records

### Palmarès

#### En sélection nationale
- Coupe du monde 2022
- Médaille d’or aux Jeux olympiques de Paris 2024
- Coupe du monde 3×3 2012

### Distinctions personnelles

#### En WNBA
- 4 Sélections aux WNBA All-Star Game en 2017, 2019, 2022 et 2023
- All-WNBA First Team en 2023
- All-WNBA Second Team en 2022
- 2× WNBA All-Defensive First Team en 2020 et 2023
- 2× WNBA All-Defensive Second Team en 2017, 2019 et 2022.
- WNBA All-Rookie Team en 2014
- 3× Joueuse du mois en mai 2022, juillet 2022 et juin 2023
- 9× Joueuse de la semaine

#### En Europe
- Désignée Meilleur cinq de l'Euroligue : 2020[18]

#### En NCAA
- 2× All-American First Team en 2012 et 2014
- All-American Second Team en 2013

### Records
Records en WNBA
Les records personnels d’Alyssa Thomas en WNBA sont les suivants :
| Type de statistique        | Saison régulière | Saison régulière        | Saison régulière | Playoffs | Playoffs              | Playoffs          |
| Type de statistique        | Record           | Adversaire              | Date             | Record   | Adversaire            | Date              |
| -------------------------- | ---------------- | ----------------------- | ---------------- | -------- | --------------------- | ----------------- |
| Points                     | 28               | 2 fois                  | 2 fois           | 28       | @ Sky de Chicago      | 16 septembre 2020 |
| Paniers marqués            | 12               | @ Wings de Dallas       | 26 juin 2019     | 11       | @ Aces de Las Vegas   | 29 septembre 2020 |
| Paniers tentés             | 20               | @ Mystics de Washington | 29 août 2017     | 21       | Aces de Las Vegas     | 24 septembre 2020 |
| Paniers à 3 points réussis | 1                | 2 fois                  | 2 fois           | 0        |                       |                   |
| Paniers à 3 points tentés  | 2                | Lynx du Minnesota       | 18 mai 2014      | 1        | 2 fois                | 2 fois            |
| Lancers francs réussis     | 9                | Sky de Chicago          | 25 juin 2014     | 9        | Mystics de Washington | 8 octobre 2019    |
| Lancers francs tentés      | 13               | 2 fois                  | 2 fois           | 11       | Aces de Las Vegas     | 27 septembre 2020 |
| Rebonds offensifs          | 8                | @ Mercury de Phoenix    | 19 juin 2015     | 10       | @ Sky de Chicago      | 15 septembre 2020 |
| Rebonds défensifs          | 14               | @ Sparks de Los Angeles | 30 juillet 2020  | 12       | Aces de Las Vegas     | 16 septembre 2022 |
| Rebonds totaux             | 18               | @ Sparks de Los Angeles | 30 juillet 2020  | 15       | Aces de Las Vegas     | 15 septembre 2022 |
| Passes décisives           | 12               | 2 fois                  | 2 fois           | 11       | 3 fois                | 3 fois            |
| Interceptions              | 7                | @ Stars de San Antonio  | 5 juillet 2017   | 5        | 2 fois                | 2 fois            |
| Contres                    | 4                | @ Stars de San Antonio  | 3 juin 2017      | 3        | @ Aces de Las Vegas   | 11 septembre 2022 |
| Balles perdues             | 9                | Aces de Las Vegas       | 17 juillet 2022  | 6        | 2 fois                | 2 fois            |
| Minutes jouées             | 43               | Mercury de Phoenix      | 9 septembre 2020 | 40       | 7 fois                | 7 fois            |

- Double-double : 103 (dont 23 en playoffs)
- Triple-double : 15 (dont 4 en playoffs)

Dernière mise à jour : 1er novembre 2024